# Liste des chapitres de Que sa volonté soit faite
Cet article est un complément de l’article sur le manga Que sa volonté soit faite. Il contient la liste des volumes du manga parus en presse à partir du tome 1, avec les chapitres qu’ils contiennent.

## Volumes reliés

### Tomes 1 à 10
| no | Japonais          | Japonais          | Français         | Français          |
| no | Date de sortie    | ISBN              | Date de sortie   | ISBN              |
| --- | ----------------- | ----------------- | ---------------- | ----------------- |
| 1 | 11 juillet 2008   | 978-4-09-121430-0 | 4 mars 2011      | 978-2-5050-1070-8 |
| Liste des chapitres : - Chapitre 1 : L'amour fait tourner le monde - Chapitre 2 : Sa petite sœur jusqu'au bout des ongles - Chapitre 3 : Baby, you are a rich girl - Chapitre 4 : Drive my car - Chapitre 5 : Laisse donc la fête - Chapitre 6 : Plus qu'un Dieu, moins qu'un humain |                   |                   |                  |                   |
| 2 | 17 octobre 2008   | 978-4-09-121497-3 | 4 mars 2011      | 978-2-5050-1071-5 |
| Liste des chapitres : - Chapitre 7 : L'idole est une bombe !! - Chapitre 8 : Up to you, boy - Chapitre 9 : Je suis ordinaire ? - Chapitre 10 : Shining star - Chapitre 11 : Elsy, so sweet - Chapitre 12 : Parallèle - Chapitre 13 : L'intérieur et l'extérieur des grands murs - Chapitre 14 : Mon monologue intérieur - Chapitre 15 : Ouvre les portes - Chapitre 16 : Le jour de la fin |                   |                   |                  |                   |
| 3 | 16 janvier 2009   | 978-4-09-121570-3 | 6 mai 2011       | 978-2-5050-1098-2 |
| Liste des chapitres : - Chapitre 17 : Une guerre sainte imminente - Chapitre 18 : Une fleur s'épanouit - Chapitre 19 : Un cœur dédoublé - Chapitre 20 : Que la meilleure gagne - Chapitre 21 : L'affaire est réglée - Chapitre 22 : Le commandant de district est là ! - Chapitre 23 : Menace sur le commandant - Chapitre 24 : Le commandant raconte les enfers - Chapitre 25 : Le commandant procède à une capture - Chapitre 26 : Le commandant recouvre sa fierté                                                                 |                   |                   |                  |                   |
| 4 | 17 avril 2009     | 978-4-09-122004-2 | 26 août 2011     | 978-2-5050-1216-0 |
| Liste des chapitres : - Chapitre 27 : Un thé à trois - Chapitre 28 : Les jours de pluie et les lundis - Chapitre 29 : A l'arrivée, il pleut toujours - Chapitre 30 : Si la pluie cesse - Chapitre 31 : Une probabilité qu'il pleuve de 10% - Chapitre 32 : Singing in the rain - Chapitre 33 : Premières commissions - Chapitre 34 : Faire tomber ★ les cubes empiler - Chapitre 35 : L'aube ★ de quelque chose - Chapitre 36 : Des prunelles 24 bits                                                                                 |                   |                   |                  |                   |
| 5 | 17 juillet 2009   | 978-4-09-121709-7 | 4 novembre 2011  | 978-2-5050-1269-6 |
| Liste des chapitres : - Chapitre 37 : Mlle Nagase, 2e B - Chapitre 38 : School ★ Wars - Chapitre 39 : L'âge de la passion - Chapitre 40 : Scrapped teacher - Chapitre 41 : Du soleil dans le cœur, toujours - Chapitre 42 : Un démon qui est petit, c'est un petit diable - Chapitre 43 : Moon child - Chapitre 44 : La demi-lune de l'amour - Chapitre 45 : Lune et gants - Chapitre 46 : Mr Moonlight |                   |                   |                  |                   |
| 6 | 16 octobre 2009   | 978-4-09-121788-2 | 17 février 2012  | 978-2-5050-1416-4 |
| Liste des chapitres : - Chapitre 47 : Sa copine - Chapitre 48 : La situation de sa copine - Chapitre 49 : Elle, elle et lui - Chapitre 50 : H2O - Chapitre 51 : Touch - Chapitre 52 : Slow Step - Chapitre 53 : Bien ensoleillé - Chapitre 54 : Quatre filles et une idole - Chapitre 55 : Help ! - Chapitre 56 : Réunion des anciennes (balayeuses) |                   |                   |                  |                   |
| 7 | 16 janvier 2010   | 978-4-09-122137-7 | 1er juin 2012    | 978-2-5050-1473-7 |
| Liste des chapitres : - Chapitre 57 : Retrouvailles - Chapitre 58 : Métamorphose - Chapitre 59 : Crise - Chapitre 60 : Les effets du karma - Chapitre 61 : Deux - Chapitre 62 : Rencontre fortuite I - Chapitre 63 : Rencontre fortuite II - Chapitre 64 : Rebondissement et conclusion - Chapitre 65 : Girls next door - Chapitre 66 : Nights in white satin |                   |                   |                  |                   |
| 8 | 16 avril 2010     | 978-4-09-122266-4 | 24 août 2012     | 978-2-5050-1528-4 |
| Liste des chapitres : - Chapitre 67 : Ride my see-saw - Chapitre 68 : Every good girl deserves favour - Chapitre 69 : Agitation et porc laqué - Chapitre 70 : Boulettes à votre guise - Chapitre 71 : Efforts - Chapitre 72 : Un râmen nommé jeunesse - Chapitre 73 : Fuite du harem - Chapitre 74 : La flûte enchantée - Chapitre 75 : Summer Wars - Chapitre 76 : Quand le cavalier s'élance trop loin, il est un proie facile pour le fantassin                                                                                    |                   |                   |                  |                   |
| 9 | 18 juin 2010      | 978-4-09-122329-6 | 16 novembre 2012 | 978-2-5050-1575-8 |
| Liste des chapitres : - Chapitre 77 : Le roi ne doit pas approcher de la tour - Chapitre 78 : Un coup banal pour la fin de la partie - Chapitre 79 : Trois cavaliers peuvent faire échec et mac - Chapitre 80 : Intrusion en pyjama - Chapitre 81 : Petite fille, petite garçon - Chapitre 82 : Elle et moi, les yeux dans les yeux - Chapitre 83 : Si nous pouvions nous intervertir ! - Chapitre 84 : Pretty Faces - Chapitre 85 : ♂Twinckle♀Trickster - Chapitre 86 : Moi, c'est elle, et l’héroïne se trouve à l'intérieur de moi |                   |                   |                  |                   |
| 10 | 17 septembre 2010 | 978-4-09-122522-1 | 15 février 2013  | 978-2-5050-1696-0 |
| Au Japon, le tome 10 (ISBN 978-4-09-941700-0) est sorti en édition limitée contenant une OAD exclusive.Liste des chapitres : - Chapitre 87 : Princess Doubt - Chapitre 88 : Body Jack - Chapitre 89 : Turn A - Chapitre 90 : Sister Genius - Chapitre 91 : Sister Glamorous - Chapitre 92 : Sister Scheme - Chapitre 93 : Sister Giant - Chapitre 94 : Instruis-moi !! Grand-frère Dieu !! - Chapitre 95 : Sister Secret - Chapitre 96 : Sister Naked                                                                                 |                   |                   |                  |                   |

### Tomes 11 à 20
| no | Japonais          | Japonais          | Français         | Français          |
| no | Date de sortie    | ISBN              | Date de sortie   | ISBN              |
| --- | ----------------- | ----------------- | ---------------- | ----------------- |
| 11 | 17 décembre 2010  | 978-4-09-122679-2 | 10 mai 2013      | 978-2-5050-1863-6 |
| Liste des chapitres : - Chapitre 97 : Sister Panic - Chapitre 98 : Sister Panic 2 - Chapitre 99 : Sister Sister - Chapitre 100 : Sister Sister 2 - Chapitre 101 : Sister Standing - Chapitre 102 : Devil May Cry - Chapitre 103 : Devil May Try - Chapitre 104 : Commençons par faire un tri - Chapitre 105 : Triangle Love Letter - Chapitre 106 : Three of a perfect pair |                   |                   |                  |                   |
| 12 | 18 avril 2011     | 978-4-09-122792-8 | 30 août 2013     | 978-2-5050-1864-3 |
| Liste des chapitres : - Chapitre 107 : Run Run Run - Chapitre 108 : Venus in Furs - Chapitre 109 : Miss Robot - Chapitre 110 : Les androïdes rêvent-ils d'escalopes de poulet ? - Chapitre 111 : Mannequin - Chapitre 112 : La petite amie absolue - Chapitre 113 : A.I. - Chapitre 114 : Apollo - Chapitre 115 : Un fragment du soleil - Chapitre 116 : When The Sun Goes Down |                   |                   |                  |                   |
| 13 | 17 juin 2011      | 978-4-09-123139-0 | 22 novembre 2013 | 978-2-5050-1865-0 |
| Liste des chapitres : - Chapitre 117 : Cue - Chapitre 118 : Scramble Formation - Chapitre 119 : Look back in Anger - Chapitre 120 : Peace - Chapitre 121 : Cast off - Chapitre 122 : Déclaration 2/5 - Chapitre 122b : Que la volonté de la petite démone soit faite - Chapitre 123 : Project A - Chapitre 124 : Loverary - Chapitre 125 : Conte d'automne d'un homme et cinq femmes - Chapitre 126 : 5 Home |                   |                   |                  |                   |
| 14 | 16 septembre 2011 | 978-4-09-123237-3 | 7 février 2014   | 978-2-5050-6021-5 |
| Au Japon, le tome 14 (ISBN 978-4-09-941711-6) est sorti en édition limitée contenant une OAD exclusive.Liste des chapitres : - Chapitre 127 : Twin Booking - Chapitre 128 : Collaboration - Chapitre 129 : Close to the Edge - Chapitre 130 : Cheap Trick - Chapitre 131 : Rebondissement multiples et simultanés - Chapitre 132 : Doll Roll Hall - Chapitre 133 : Canon Doll - Chapitre 134 : Strike Witches - Chapitre 135 : Mission inachevée - Chapitre 136 : Guerre par procuration                                                                                                   |                   |                   |                  |                   |
| 15 | 16 décembre 2011  | 978-4-09-123429-2 | 23 mai 2014      | 978-2-5050-6094-9 |
| Liste des chapitres : - Chapitre 137 : Capture - Chapitre 137B : Que la volonté de la petite démone soit faite - Chapitre 138 : De charybde en scylla - Chapitre 139 : Case by Case by Case - Chapitre 140 : Perfect Heroine - Chapitre 141 : Mr. Lady, Ms. Gentleman - Chapitre 142 : Un rendez-vous qui a du punch - Chapitre 143 : Knight in night - Chapitre 144 : Harmonie passagère - Chapitre 145 : Rencontres amoureuses du troisième type - Chapitre 146 : Text Adventure |                   |                   |                  |                   |
| 16 | 16 mars 2012      | 978-4-09-123563-3 | 22 août 2014     | 978-2-5050-6095-6 |
| Liste des chapitres : - Chapitre 147 : Fuite - Chapitre 148 : Un si long enfermement - Chapitre 149 : À propos de moi - Chapitre 150 : Welcome to hell - Chapitre 151 : Arrested development - Chapitre 152 : Brand new guests - Chapitre 153 : I, me, mine - Chapitre 154 : Play the game - Chapitre 155 : Silhouette romance - Chapitre 156 : J'ai tout entendu |                   |                   |                  |                   |
| 17 | 18 juillet 2012   | 978-4-09-123696-8 | 28 novembre 2014 | 978-2-5050-6096-3 |
| Au Japon, un pack regroupant les tomes 17 et 18 ainsi qu'un mini artbook (ISBN 978-4-09-941802-1) est sorti le 18 juillet 2012.Liste des chapitres : - Chapitre 157 : Multiplication des flags - Chapitre 158 : Mélange de déesses - Chapitre 159 : Aqualung - Chapitre 160 : Drop out - Chapitre 161 : Evasion - Chapitre 162 : La soirée s'ouverture - Chapitre 163 : Carrefour embrouillé - Chapitre 164 : Si tu veux - Chapitre 165 : Sur le toit - Chapitre 166 : Absent lovers - Chapitre 167 : Zam                                                                                  |                   |                   |                  |                   |
| 18 | 18 juillet 2012   | 978-4-09-123710-1 | 13 février 2015  | 978-2-5050-6248-6 |
| Liste des chapitres : - Chapitre 168 : Bath stop - Chapitre 169 : Abîme - Chapitre 170 : La grotte - Chapitre 171 : For a few lovers more - Chapitre 172 : The good, the bad and the ugly - Chapitre 173 : Punish vanish - Chapitre 174 : Labyrinthe - Chapitre 175 : Riot - Chapitre 176 : Wicked genius - Chapitre 177 : Les fleures du mal - Chapitre 178 : Point singulier |                   |                   |                  |                   |
| 19 | 18 octobre 2012   | 978-4-09-123885-6 | 22 mai 2015      | 978-2-5050-6210-3 |
| Au Japon, le tome 19 (ISBN 978-4-09-941803-8) est sorti en édition limitée contenant une OAD exclusive.Liste des chapitres : - Chapitre 179 : One night gigolo - Chapitre 180 : La demoiselle de l'été qui se jette dans les flammes - Chapitre 181 : Santé ! - Chapitre 182 : True love - Chapitre Western : Once upon a time in Maijima - Chapitre 183 : Serre-moi dans tes bras tonight - Chapitre 184 : Show me - Chapitre 185 : Shadow city - Chapitre 186 : Fortissimo - Chapitre 187 : Wedding Bell - Chapitre 188 : It's all right - Chapitre 189 : Souvenirs de mon premier amour |                   |                   |                  |                   |
| 20 | 18 décembre 2012  | 978-4-09-124037-8 | 21 août 2015     | 978-2-5050-6211-0 |
| Au Japon, le tome 20 (ISBN 978-4-09-941806-9) est sorti en édition limitée contenant une OAD exclusive.Liste des chapitres : - Chapitre 190 : Tonnerre lointain - Chapitre 191 : A girl - Chapitre 192 : Extraordinaire - Chapitre 193 : La clé - Chapitre 194 : Worry bomb - Chapitre 195 : Beyond the flag - Chapitre 196 : Child in time - Chapitre 197 : La barre à roue - Chapitre 198 : Fallen devil - Chapitre 199 : Stop it - Chapitre 200 : New order |                   |                   |                  |                   |

### Tomes 21 à 26
| no | Japonais          | Japonais          | Français         | Français          |
| no | Date de sortie    | ISBN              | Date de sortie   | ISBN              |
| --- | ----------------- | ----------------- | ---------------- | ----------------- |
| 21 | 18 avril 2013     | 978-4-09-124198-6 | 20 novembre 2015 | 978-2-5050-6213-4 |
| Au Japon, le tome 21 (ISBN 978-4-09-941815-1) est sorti en édition limitéeListe des chapitres : - Chapitre 201 : A new career in a new flag - Chapitre 202 : Summer sister - Chapitre 203 : There is a will - Chapitre 204 : Le petit oiseau en cage - Chapitre 205 : Trick and treat - Chapitre 206 : Ordonnance pour adulte - Chapitre 207 : Désolé pour le dérangement - Chapitre 208 : Jeux permis - Chapitre 209 : La famille Shiratori - Chapitre 210 : Kanon du présent, première partie - Chapitre 211 : Kanon du présent, seconde partie       |                   |                   |                  |                   |
| 22 | 18 juin 2013      | 978-4-09-124321-8 | 19 février 2016  | 978-2-5050-6214-1 |
| Au Japon, le tome 22 (ISBN 978-4-09-941814-4) est sorti en édition limitée contenant une OAD exclusive.Liste des chapitres : - Chapitre 212 : Flashpoint - Chapitre 213 : Alarme à la mode - Chapitre 214 : Jusqu'à aujourd'hui et à partir de demain - Chapitre 215 : Turbulances karmiques - Chapitre 216 : E.T. - Chapitre 217 : L'space, quelle galère ! - Chapitre 218 : Spectre - Chapitre 219 : Oh là là ! - Chapitre 220 : Yui, au présent - Chapitre 221 : Le pays des plaisirs - Chapitre 222 : Owner of a lonely heart                       |                   |                   |                  |                   |
| 23 | 18 septembre 2013 | 978-4-09-124381-2 | 22 avril 2016    | 978-2-5050-6508-1 |
| Liste des chapitres : - Chapitre 223 : Boy meets chief - Chapitre 224 : Twice in a lifetime - Chapitre 225 : Coopération - Chapitre 226 : No man's land - Chapitre 227 : La légende d'un héros sans cause - Chapitre 228 : On air queen battle - Chapitre 229 : Tu es plus belle qu'une rose - Chapitre 230 : Close to you - Chapitre 231 : Evil angel - Chapitre 232 : Le temps présent, Shiori et Tsukiyo - Chapitre 233 : Lever de rideau |                   |                   |                  |                   |
| 24 | 18 décembre 2013  | 978-4-09-124511-3 | 10 juin 2016     | 978-2-5050-6511-1 |
| Au Japon, le tome 24 (ISBN 978-4-09-159172-2) est sorti en édition limitée.Liste des chapitres : - Chapitre 234 : Fracas sur le toit - Chapitre 235 : Girls talk - Chapitre 236 : Love is a smoke - Chapitre 237 : Ciel nuageux pour Roméo - Chapitre 238 : Smiles and villains - Chapitre 239 : Not to be - Chapitre 240 : Le temps présent, Shiori et Tsukiyo - Chapitre 241 : Love's labour's lost - Chapitre 242 : Tempest - Chapitre 243 : Love's not time's fool - Chapitre 244 : Much ado about "something"                                      |                   |                   |                  |                   |
| 25 | 18 mars 2014      | 978-4-09-124579-3 | 26 août 2016     | 978-2-5050-6512-8 |
| Au Japon, le tome 25 (ISBN 978-4-09-159189-0) est sorti en édition limitée.Liste des chapitres : - Chapitre 245 : As you like - Chapitre 246 : Bon file, mauvais file - Chapitre 247 : Le dressage de la chipie - Chapitre 248 : The better for my enemy - Chapitre 249 : A settlement - Chapitre 250 : A settlement 2 - Chapitre 251 : A settlement 3 - Chapitre 252 : Le temps présent, Ayumi - Chapitre 253 : All together flag - Chapitre 254 : To the destiny - Chapitre 255 : A settlement 4 - Chapitre 256 : Depuis le lointain                  |                   |                   |                  |                   |
| 26 | 18 juin 2014      | 978-4-09-159193-7 | 7 octobre 2016   | 978-2-5050-6513-5 |
| Au Japon, le tome 26 (ISBN 978-4-09-124666-0) est sorti en édition limitée.Liste des chapitres : - Chapitre 257 : Undercover of the night - Chapitre 258 : Let's spend the night together - Chapitre 259 : Shattered - Chapitre 260 : Paint it blank - Chapitre 261 : No expectation - Chapitre 262 : Heart of stone - Chapitre 263 : You can't always get what you want - Chapitre 264 : Shine a ligh - Chapitre 265 : World fortune - Chapitre 266 : Romantic ☆ 2night - Chapitre 267 : Un témoignage d'amour - Chapitre 268 : Les portes de l'avenir |                   |                   |                  |                   |